# Grimaldia
Grimaldia là một chi rêu trong họ Aytoniaceae.